# Château de Cathalo
Le château de Cathalo ou de Cathala, est l'un des châteaux présents à Giroussens, dans le Tarn, en région Occitanie (France). Certainement bâti au XIXe siècle, c'est une grande demeure bourgeoise flanquée de deux tours à créneaux.

## Historique
Étant donné l'absence de données historiques sur la bâtisse, il est difficile de trouver une quelconque date de construction. Mais il semblerait que le château de Cathalo soit une demeure de la fin du XIXe siècle, sûrement construite sous le Second Empire, au vu de la présentation générale du bâtiment, et de sa façade.

## Architecture
- Si vous ne connaissez pas le sujet, laissez ce bandeau (vous pouvez alors contacter les auteurs).
- Si vous supprimez le contenu mis en cause (vous pouvez préalablement contacter les auteurs),

argumentez précisément cette suppression dans la page de discussion
(un manque de référence n'est pas un argument ; une recherche réelle de référence doit avoir été effectuée, être formellement documentée).

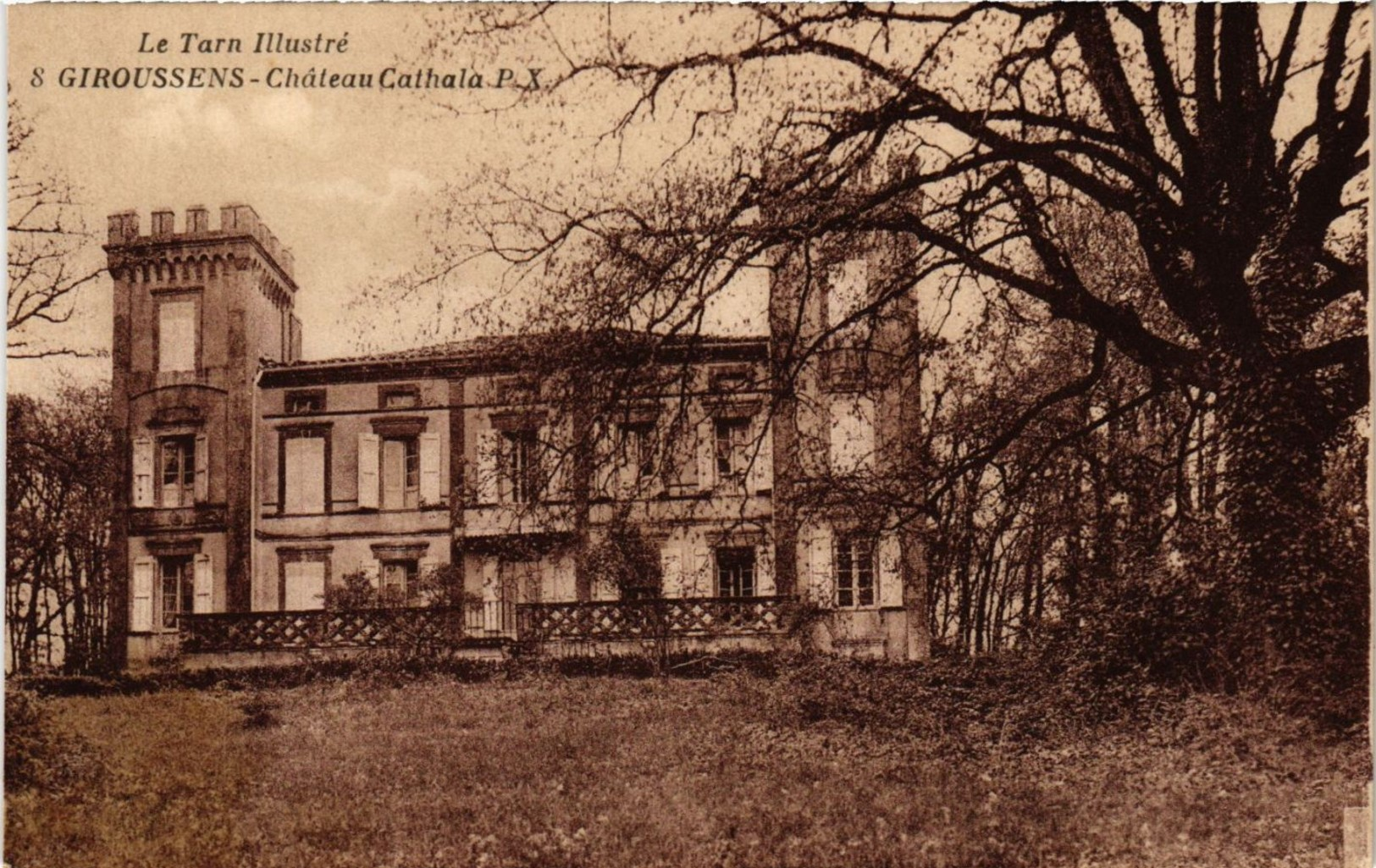
Carte postale du château

Le château de Cathalo est composé d'un corps de logis en cinq travées, présentant en ses extrémités deux tours carrées en léger avancement, par rapport à la façade principale. Ces tours possèdent quatre étages, dont un semi-enterré, et sont surmontées de terrasses crénelées. L'ensemble des façades sont rehaussés de faux mâchicoulis, ainsi que de fins pilastres et de nombreux bandeaux soulignant chaque étage[réf. souhaitée].
On accède au rez-de-chaussée par un bel escalier extérieur, qui ouvre sur une large terrasse à balustres servant de perron.